# فيليب مرسيه
يعد فيليب مرسيه  Philippe Marçais أحد أهم المستعربين الذي أسهموا في الدرس اللغوي العربي الحديث، ولد في العاصمة الجزائرية سنة 1910، لعائلة من المستوطنين الفرنسيين، والده وليم مرسيه مستشرق فرنسي اهتم خصوصاً باللغة البربرية واللهجة العربية المغربية، إضافة إلى الدراسات الإسلامية، تحصل فيليب على شاهدة ة ليسانس في الأدب الكلاسيكي من السوربون، ثم شهادة من مدرسة اللغات الشرقية، عين سنة 1934 أستاذا في مدرسة قسنطينة، قبل أن يتقلد إدارة مدرسة تلمسان سنة 1937، درس فيليب  اللغة العربية البوسعادية ( نسبة إلى مدينة بوسعادة )، واشتغل على اللهجة الجيجلية أين عمل بدءا من 1948 كمحاضر في كلية الآداب في جامعة الجزائر التي شارك في إنشائها، حيث ناقش أطروحته حول المنطوق العربي الجيجلي (Le parler arabe de Djidjelli)، وشغل كرسي اللغة وحضارة شمال إفريقيا بدءا من 1953، بذلك يكون فيليب أخذ اللغة العربية ولهجاتها من الاقسام الأكاديمية ومن احتكاكه المباشر بأهل اللغة في الجزائر، في نواحي بوسعادة ومنطقة الميلية في جيجل، إضافة إلى بدو الجزائر وليبيا أين درس لهجة فزان في الجزء الغربي من الصحراء الليبية، حيث يأتي في مدونته اللغوية المزدوجة بالكلمات العربية مكتوبة بالحرف اللاتيني ثم يعقب بالترجمة الفرنسية، وإليه وإلى أبيه أشار كرستوف فريرا  Christophe Pereira في مقدمة رسالة دكتوراه عن اللهجة الليبية:Le  parler Arabe de tripoli (Libye) phonologie, morphosyntaxe, et categories grammaticales.
انخرط في الحياة السياسية بدءا من 1958، بعد الاستقلال عين أستاذا في نانت Nantes، ثم  ران Rennes، قبل أن يتولى عام 1964 ، كرسي العربية المغاربية في كلية اللغات الشرقية، حيث كان يدرّس والده من قبل. سنة 1967 استدعي فيليب ليشغل كرسي اللغة العربية بجامعة لييج ببلجكا جامعة لياج، حتى تقاعد سنة 1980.
درس فيليب تحت إشراف أساتذة كبار من أمثال والده وليام مارسي وليم مرسيه وعمّه جورج مارسي Georges Marçais، والأستاذ م.ق. ديمومبينس Maurice Gaudefroy Demombynes في دراسته للغة الكلاسيكية الأدبية، مستعينا بـ: دورم Dhorme  وديبون سومر Dupont-Sommer  في دراسة اللغة العبرية.
مات في باريس سنة 1984 تاركا جملة من الكتب منها:
- Le parler arabe de Djidjelli (Nord constantinois), Algérie 1952 المنطوق العربي الجيجلي ( الشمال القسنطيني، الجزائر)[2]، 648 صفحة.
- Textes arabes de Djidjelli نصوص عربية من اللهجة الجيجلية، 240 صفحة.[3] هذا الكتاب درس في رسالة ماجستير للباحثة في جامعة قسنطينة 1 -منتوري لعريبي ريمة، تقول عنه: واحد من أهم الكتب التي أفردت لجيجل مكانا خاصا بين مختلف مناطق القطر الجزائري، ولهذا الكتاب مكانة خاصة بين مثقفي وأهل جيجل؛ إذ يرون فيه كتابا جامعا للكثير من تراثهم الشفهي القديم، الذي لم يحور من الأصل شيئا، ولم يحاول نقله إلى الفصحى بل احتفظ به بكل وفاء اهـ.[4]
- Esquisse grammaticale de l'arabe maghrébin 1977 دراسة نحوية للعربية المغاربية، 284 صفحة.[5]
- Textes d’arabe maghrébin 1977، نصوص عربية مغاربية بالاشتراك مع محمد حمروني، 158 صفحة.
- Textes arabes du Fezzân, 2001، نصوص عربية من فزان، 287 صفحة.

أما المقالات فمنها:
- Remarques sur un fait syntaxique du parler arabe d’El-Milia, 1936، ملاحظات حول ظاهرة تركيبية في اللهجة العربية الميلية.
- Contribution à l’étude du parler arabe de Bou Saâda, 1945، مساهمة لدراسة المنطوق العربي في بوسعادة.
- Texte en arabe parler de Sidi Aïssa (Sud Algérie), 1947، نص عربي منطوق من لهجة سيدي عيسى، الجنوب الجزائري.
- Les parlers arabes, 1957، اللهجات العربية.
- Quelques réflexions sur la nature de la foi musulmane, 1959، بعض التأملات حول طبيعة الإيمان الإسلامي.

توفي في باريس سنة 1984.